# Krúbi

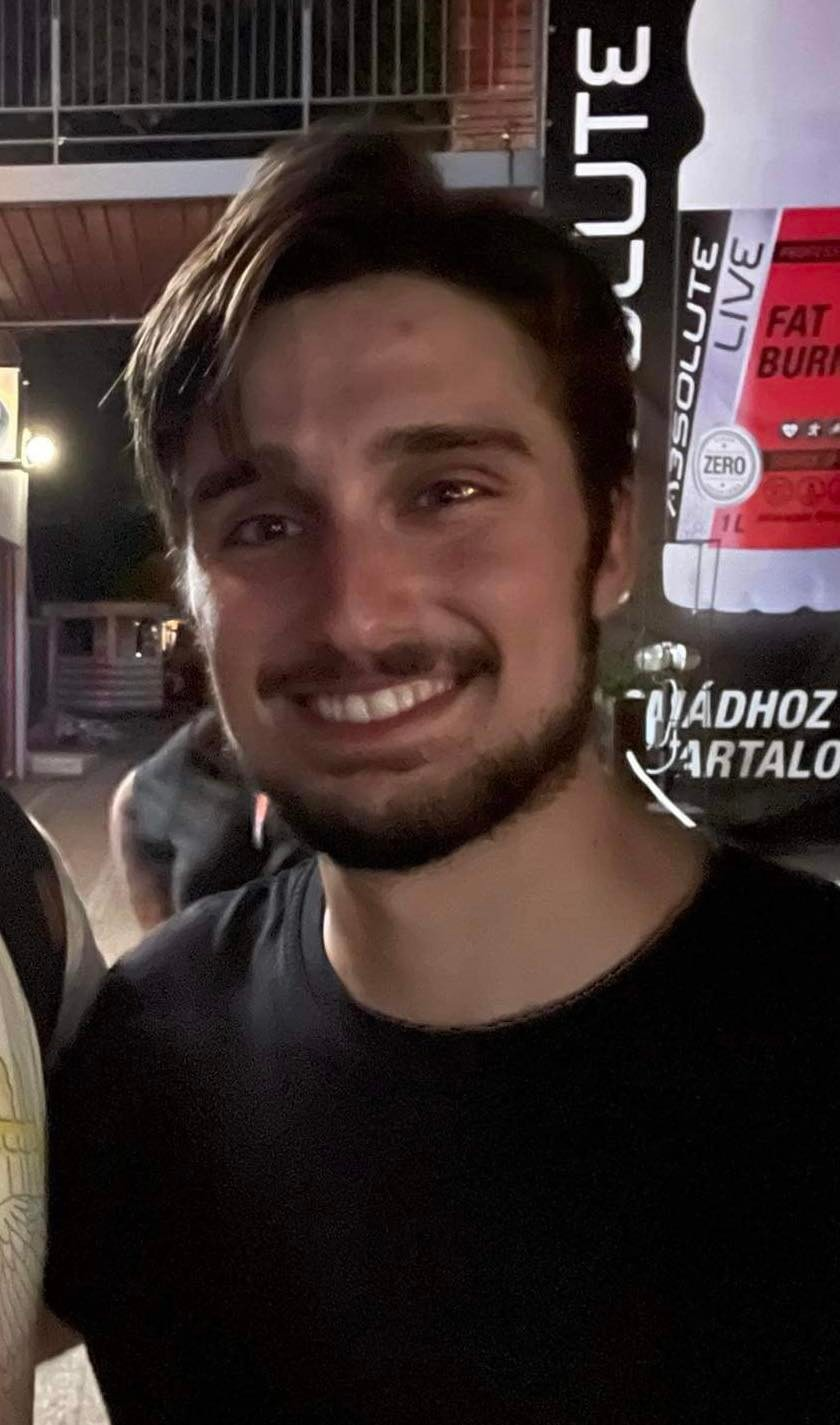
Krúbi, 2022

Krúbi (* 17. November 1994 in Pomáz; bürgerlich Krisztián Horváth) ist ein ungarischer Rapper, der in Ungarn seit 2018 zu den bekanntesten Vertretern des Hip-Hop-Genres zählt.

## Biografie
Horváth wurde 1994 in der mittelungarischen Stadt Pomáz geboren und hat teilweise deutsche Vorfahren. Von 2005 bis 2013 besuchte er das Péter-Veres-Gymnasium in Budapest, anschließend schloss er sich der Pregnant Whale Pain-Band an, die Metal-Musik machen. 2017 begann er mit dem Rappen und im selben Jahr noch konnte er mit seinem Lied PestiEst seinen ersten Erfolg feiern, denn das Lied erreichte über zwei Millionen Klickzahlen auf der Videoplattform YouTube. 2018 erschien sein Debütalbum Nehézlábérzés, welches ihm den endgültigen Durchbruch bescherte. Das Album erreichte Platz 20 der ungarischen Albumcharts und wurde von der MAHASZ als das beste nationale Hip-Hop-Album 2018 ausgezeichnet. Sein zweites Studioalbum Ösztönlény erschien 2020 und erreichte Platz 5.

## Stil
Horváths Texte sind meist ironisch-sarkastisch, außerdem kritisiert er oft führende ungarische Politiker wie den aktuellen Ministerpräsidenten Viktor Orbán, den ehemaligen Ministerpräsidenten Ferenc Gyurcsány, sowie Lőrinc Mészáros und Andor Schmuck. Er widmete Orbán und Schmuck gar zwei eigene Songs, die den Titel Orbán, Verd Ki a Ferinek und Schmuck tragen, beide Lieder sind auf seinem ersten Album zu hören.

## Diskografie
| Jahr | Titel         | Höchstplatzierung, Gesamtwochen, AuszeichnungChartsChartplatzierungen (Jahr, Titel, Platzierungen, Wochen, Auszeichnungen, Anmerkungen) | Anmerkungen                             |
| Jahr | Titel         | HU | Anmerkungen                             |
| ---- | ------------- | --- | --------------------------------------- |
| 2018 | Nehézlábérzés | HU17 (26 Wo.)HU | Erstveröffentlichung: 11. Mai 2018      |
| 2020 | Ösztönlény    | HU5 (42 Wo.)HU | Erstveröffentlichung: 23. März 2020     |
| 2023 | III. Krúbi    | HU1 (… Wo.)HU | Erstveröffentlichung: 17. November 2023 |

### EPs
- 2019: Zárolás Feloldva

### Singles
| Jahr | Titel Album                                    | Höchstplatzierung, Gesamtwochen, AuszeichnungChartsChartplatzierungen (Jahr, Titel, Album, Platzierungen, Wochen, Auszeichnungen, Anmerkungen) | Anmerkungen                            |
| Jahr | Titel Album                                    | HU | Anmerkungen                            |
| --- | ---------------------------------------------- | --- | -------------------------------------- |
| 2023 | Krúbi Interjú III. Krúbi                       | HU4 (4 Wo.)HU | Erstveröffentlichung: 14. Juli 2023    |
| 2023 | Ganxsta Zolee tehet mindenről III. Krúbi       | HU5 (4 Wo.)HU | Erstveröffentlichung: 3. November 2023 |
| Folgende Lieder erschienen nicht als Single, wurden aber durch das Album zum Download und Streaming bereitgestellt und konnten somit eine Platzierung erlangen: |                                                | |                                        |
| |                                                | |                                        |
| 2023 | Tárgyalás a nők vezérigazgatójával III. Krúbi  | HU4 (6 Wo.)HU |                                        |
| 2023 | Mini Krúbi III. Krúbi                          | HU6 (3 Wo.)HU |                                        |
| 2023 | Szellemvasút III. Krúbi                        | HU16 (2 Wo.)HU |                                        |
| 2023 | Szex Krúbival III. Krúbi                       | HU19 (2 Wo.)HU |                                        |
| 2023 | A babám zokog az ágyon III. Krúbi              | HU20 (2 Wo.)HU |                                        |
| 2023 | A Tankcsapda sem hazudott mindenben III. Krúbi | HU21 (1 Wo.)HU |                                        |

Weitere Singles
- 2020: Lejtő
- 2021: Szív
- 2023: Partyzán

### Gastbeiträge
- 2019: Killa piknik (Killakikitt feat. Krúbi, HU: Gold)